# Eurhynchium substrigosum
Eurhynchium substrigosum là một loài rêu trong họ Brachytheciaceae. Loài này được Kindb. mô tả khoa học đầu tiên năm 1892.